# Vânturel de Amur
Vânturelul de Amur (Falco amurensis) este o specie endemică pentru partea asiatică a Rusiei (în special pe valea Amurului), nordul Chinei și Coreea de Nord. Iernează în Peninsula Arabă, India și Africa de Sud (regiune).
Pe data de 29.05.2017 a fost observat un exemplar la Murighiol. 
Până de curând a fost considerată o subspecie a vânturelului de seară (Falco vespertinus). 
De obicei se hrănește cu insecte și rozătoare mici.
Nu-și construiește cuib, ci ocupă cuiburi de ciori.